# 梁家河站
梁家河站是一个位于中华人民共和国云南省昆明市西山区西苑街道与五华区丰宁街道交界人民西路地下，属于昆明地铁3号线的地铁车站，于2017年8月29日启用。

## 出口
该站设有3个出口：
|                       | 编号               | 地点                                               | 建议前往的目的地 | 照片 |
| 出口 · A · 升降机标志 | 人民西路、近华浦路 | 融创人民路1979、昆明皮肤病专科医院、昆明云医大医院 |                  |      |
| 出口 · C              | 人民西路、西园北路 |                                                    |                  |      |
| 出口 · D              | 人民西路、春晖路   | 云南省文化馆                                       |                  |      |
| 註： 設有             |                    |                                                    |                  |      |